# Франсоа Араго
Франсоа̀ Жан Доминѝк Араго̀ (на френски: François Jean Dominique Arago) е френски физик, политик, математик и астроном. Основните му научни приноси са в областта на оптиката. Той е министър-председател на Франция от 9 май до 24 юни 1848 г.

## Биография
Араго е роден в Естажел, малко селце до Перпинян в Русийон, Франция. Той е най-младият от четирима братя. Жан (1788 – 1836) емигрира в Северна Америка и става генерал в мексиканската армия. Жак Етиен Виктор (1799 – 1855) взема участие в околосветското пътешествие на Луи дьо Фрейсине с кораба „Уран“ от 1817 до 1821 г., а след завръщането си се отдава на журналистиката и драматургията. За четвъртия брат, Етиен Венсан (1802 – 1892), е известно, че е работил в тясна връзка с Оноре дьо Балзак и от 1822 до 1847 г. е написал голямо количество леки драматични литературни произведения, предимно в екип.
Проявяващ интерес към науките от малък, Франсоа Араго е изпратен в общинския колеж в Перпинян, където започва подготовката си по математика, за изпита за Парижката политехника. За две години и половина той усвоява предметите, нужни му за изпита, по време на който впечатлява изпитващия го Жозеф Луи Лагранж.
На 18-годишна възраст Араго постъпва в Политехниката, а през 1806 г. получава мястото на секретар в Бюрото за дължините. Там той продължава заедно с Жан Батист Био и испански комисари измерването на меридиана в пространството от Барселона до остров Форментера, започнато от астронома Жан Батист Жозеф Деламбр и Пиер Мешен. Той е на Майорка точно по времето, когато започва Полуостровната война. Там Араго е арестуван и затворен за няколко месеца близо до Палма де Майорка по подозрение, че пали огньове по върховете, за да ориентира настъпващата френска армия. Успява да избяга и на рибарска лодка стига до Алжир, където се качва на алжирски кораб, за да стигне до Марсилия, но корабът е пленен от испански капер и Араго е затворен в крепостта Росас в Испания. Накрая, след ходатайството на алжирския дей (деите са турски наместници, управители на Алжир),той е освободен и отново се опитва да се върне в Марсилия. Близо до самото пристанище обаче се разразява буря и корабът на Араго е отнесен от вълните към брега на Сардиния, откъдето той успява да се добере до Алжир. Тук обаче се оказва, че предишният дей е убит, а новият управляващ вкарва Араго в списъка на робите и го използва като преводач на каперите. Едва през 1809 г., след нееднократното ходатайство на френския консул, Араго получава свободата си и най-накрая достига Марсилия, едва спасявайки се от преследването на една английска фрегата. Въпреки всички приключения, Араго успява да опази резултатите от своите наблюдения и измервания, които той представя в труда си „Recueil d’observations géodésiques, astronomiques et physiques“. Скоро след това, на възраст едва 23 години, той е избран за член на Академията на науките на мястото на астронома Лаланд и е назначен от Наполеон I за професор в Политехниката.
През 1812 г. му се ражда син, Еманюел Араго, бъдещ дипломат, правосъден министър и министър на вътрешните работи на Франция.
В Политехниката Араго преподава до 1831 г. математически анализ в геодезията. По-късно той се занимава главно с астрономия, физика (по-специално с поляризация на светлината, галванизъм и магнетизъм), метеорология и физическа география.
Чуждестранен член е на Баварската академия на науките (1843).

## Обществена дейност
Араго е играл немаловажна роля и в политиката. Бил е един от най-популярните хора във Франция. Избирателната колегия в Перпинян го избира през 1831 г. за член на палатата на депутатите, където той се присъединява към най-крайната „лява“ републиканска опозиция. След февруарската революции през 1848 г. влиза в състава на Временното правителство, където Араго изпълнява едновременно задължения във военното и в морското министерства и в същото време е и член на изпълнителната комисия. Като държавен деец, Араго твърдо отстоява основните принципи на държавния строй против социалистическите движения и проявява решителност при потушаването на Юнското въстание (23 – 26 юни 1848 г.). По-късно той участва в Националното събрание като член на Военния комитет. След държавния преврат на 2 декември 1851 г. Араго заема мястото на директор на обсерваторията, въпреки че отказва да даде длъжностна клетва пред новото правителство на Наполеон III, от която клетва той е и освободен.
Умира в Париж на 2 октомври 1853 г. На 21 септември 1879 г. в Перпинян се открива паметник на Араго.